# ميخائيل كار (سياسي)
ميخائيل كار (بالإنجليزية: Michael Carr)‏ هو سياسي بريطاني، ولد في 31 يناير 1946 في برستون في المملكة المتحدة. حزبياً، نشط في الديمقراطيون الليبراليون. في الانتخابات الفرعية في مجلس العموم البريطاني ‏، انتخب عضو البرلمان الخمسون للمملكة المتحدة عن دائرة ريبيل فالي خلال فترته النيابية ‏ (7 مارس 1991 – 16 مارس 1992).